# Andrei Linde
Andrei Dimitrievich Linde (Moscou, 2 de março de 1948) é um físico russo.
Obteve o doutorado em 1974, no Instituto de Física Lebedev de Moscou. 
Linde tornou-se conhecido no início da década de 1980, com seus trabalhos sobre inflação cósmica, teoria que propunha soluções para alguns dos problemas fundamentais do big bang. O primeiro modelo inflacionário havia sido proposto pelo físico americano Alan Guth, e nos anos seguintes vários físicos como Stephen Hawking, Paul Steinhardt e Linde participaram do desenvolvimento e modificação do velho modelo inflacionário de Guth.
Em 1983 Linde desenvolveu o modelo da inflação caótica que, embora tenha sido modificado no decorrer dos anos, é o principal modelo inflacionário aceito pelos cosmologistas, principalmente por estar de acordo com os dados experimentais da radiação cósmica de fundo. Atualmente, é professor da Universidade de Stanford (desde 1990), onde também trabalha sua mulher Renata Kallosh, especialista em teoria das cordas.
Em julho de 2012, Linde foi um agraciado inaugural do Prêmio de Física Fundamental, criação do físico e empresário da internet Yuri Milner.

## Livros
- A.D. Linde, Inflation and Quantum Cosmology (Academic Press, Boston 1990);
- A.D. Linde, Particle Physics and Inflationary Cosmology (Harwood Academic Publishers, Chur, Switzerland 1990).